# Đinh Cơ
Đinh Cơ (chữ Hán: 丁姬; ? - 5 TCN), nguyên là một người thiếp của Định Đào Cung vương Lưu Khang, đồng thời còn là mẹ đẻ của Hán Ai Đế Lưu Hân.

## Tiểu sử
Đinh thị người Hà Khâu, quận Sơn Dương (nay là Duyện Châu, tỉnh Sơn Đông), huyền tôn nữ của Đại tổ sư Kinh Dịch là Đinh Khoan (丁宽), con gái của Thái thú quận Lư Giang. Bà làm thiếp của Lưu Khang khi còn là Sơn Dương vương. Lúc đó, chính thất của Lưu Khang là Vương hậu Trương thị do là thân thích của Phó Thái hậu (mẹ của thị là Trịnh thị, em gái cùng mẹ khác cha của Phó Thái hậu) nhưng mãi không có con, nên Đinh Cơ được nạp vào làm thiếp. Khoảng năm Hà Bình thứ 4 (25 TCN), bà sinh ra Thế tử của Lưu Khang là Lưu Hân.
Năm Dương Sóc thứ 2 (23 TCN), Lưu Khang qua đời, thụy hiệu Cung, Lưu Hân khi đó 3 tuổi kế thừa Vương vị.
Năm Nguyên Diên thứ 4 (9 TCN), Hán Thành Đế do tuyệt tự, bèn triệu Định Đào vương Lưu Hân cùng Trung Sơn vương Lưu Hưng, con của Phùng Vương thái hậu; cùng về Trường An để chọn người làm Trữ quân kế vị. Phó Thái hậu cũng theo cháu nội Lưu Hân vào triều, và bà đã lén vào hậu cung dùng vàng bạc châu báu hối lộ cho Triệu Hoàng hậu và Vương Căn là cậu của Hán Thành Đế, nhờ cậy họ nói tốt cho Lưu Hân. Năm Tuy Hòa nguyên niên (8 TCN), Lưu Hân được lập làm Hoàng thái tử. Thành Đế chọn người cháu của Sở Hiếu vương là Lưu Cảnh đổi sang làm Định Đào vương để kế thừa tước vị này.

## Đế mẫu
Năm thứ 2 (7 TCN), ngày 4 tháng 4 (âm lịch), Thái tử Lưu Hân tức vị, sử gọi Hán Ai Đế. Hán Ai Đế Lưu Hân kế vị với tư cách làm con của Hán Thành Đế, nên xem Thái hậu Vương Chính Quân là Thái hoàng thái hậu, Triệu hoàng hậu là mẫu hậu nên tôn làm Hoàng thái hậu, còn mẹ ruột Đinh Cơ cùng tổ mẫu ruột là Phó Thái hậu không được đề cập.
Khoảng 10 ngày sau khi đăng cơ, Hán Ai Đế đón tổ mẫu cùng thân mẫu đến Vị Ương cung. Nhưng do đích-thứ khác biệt, Phó Thái hậu cùng mẹ ruột Ai Đế là Đinh Cơ ngoài đãi ngộ ra thì vẫn chỉ giữ vị hiệu khi còn ở Định Đào, do Hoàng thái hậu và Thái hoàng thái hậu chỉ có một mà không thể thêm người khác, chính điều này đã dấy lên nỗi bính bình của Hán Ai Đế, cũng như là đề tài tranh luận trong triều đình. Khi đó Cao Xương hầu Đổng Hoành (董宏) tấu lên, lấy "Mẫu dĩ Tử quý" (母以子贵) làm lý lẽ, cẩn tôn Đinh Cơ làm Đế Thái hậu. Dưới áp lực của Đại tư mã Vương Mãng, cùng Khổng Quang và Sử Đan, Đổng Hoành bị cắt chức lưu đày, nhưng Hán Ai Đế sau đó liền đến Trường Tín cung, xin dâng thụy hiệu cho Lưu Khang làm Cung Hoàng. Rồi cuối cùng, vào ngày 19 tháng 5 (âm lịch) cùng năm đó, Hán Ai Đế Lưu Hân dựa vào đó mà ra chỉ phong cho Phó Thái hậu tước hiệu Cung Hoàng thái hậu (恭皇太后), còn Đinh Cơ mẹ của Ai Đế được phong làm Cung Hoàng hậu (恭皇后), đều lấy thụy hiệu của Định Đào Cung vương Lưu Khang làm hiệu, để tỏ rõ phân biệt. Trong chiếu có viết:「"Kinh Xuân Thu nói 'Mẫu dĩ tử quý', ứng nên tôn kính Phó Thái hậu làm Cung Hoàng thái hậu, Đinh Cơ làm Cung Hoàng hậu, lấy tả hữu Chiêm sự, phong ấp và bày biện đều án theo Trường Tín cung cùng Trung cung đãi ngộ"」. Ngoài ra, Hán Ai Đế còn truy tôn cha của Phó Thái hậu làm Sùng Tổ hầu (崇祖侯), cha của Đinh Cơ làm Bao Đức hầu (褒德侯).
Năm Kiến Bình thứ 2 (5 TCN), tháng 4, Đinh Cơ được cải hiệu thành Đế thái hậu (帝太后), chỗ ở tôn gọi là Trung An cung (中安宮), chiếu viết:「"Hán gia chế pháp, thân thuộc vì hiển quý mà được gia tôn, huy hiệu của Định Đào Cung hoàng nay không nên tiếp tục dùng chữ Định Đào nữa. Nên tôn Cung Hoàng thái hậu làm Đế thái thái hậu, Cung Hoàng hậu làm Đế thái hậu"」. Hai người anh trai; Đinh Trung (丁忠) mất sớm nên truy tặng làm Bình Chu Hoài hầu (平周怀侯), lấy con trai là Đinh Mãn (丁满) tập tước; Đinh Minh (丁明) phong tước Dương An hầu (阳安侯), làm quan đến Đại tư mã kiêm Phiêu Kị tướng quân. Hai người chú của bà là Đinh Vọng (丁望) làm đến Tả tướng quân (左将军), Đinh Hiến (丁宪) nhậm Thái bộc (太仆).
Cùng năm ấy, ngày 5 tháng 6 (âm lịch), Đế thái hậu Đinh thị qua đời, không rõ bao nhiêu tuổi. Hán Ai Đế ra chỉ:「"Trẫm nghe phu thê là một thể. Kinh Thi viết: Cốc tắc dị thất, Tử tắc đồng huyệt. Quý Vũ tử nước Lỗ ngày xưa táng ở tẩm lăng, nhưng mộ của chính thê Đỗ thị lại ở bậc dưới, nên con cháu cẩn xin hợp táng. Lễ phụ táng, từ thời Chu triều đã có. Khổng Tử nói: Chu triều điển nghi đã rất hoàn bị! Ta chỉ cần nên tuân theo. Là con có hiếu, thì đối đãi người chết và người khi sống là như nhau. Nay Đế Thái hậu nên cùng một lăng với Cung hoàng"」. Do đó, Ai Đế làm lễ hợp táng rất long trọng cho Đinh Thái hậu, phái cữu cữ Đinh Minh lo liệu tất cả.

## Truy phế
Năm Nguyên Thọ thứ 2 (1 TCN), Hán Ai Đế qua đời, Vương Mãng lấy danh nghĩa Thái hậu Vương Chính Quân trừ bỏ toàn bộ quan tước của họ Đinh và họ Phó, tiếm hết tôn hiệu của Phó Thái hậu và Đinh Thái hậu. Phó Thái hậu được gọi là Cung vương mẫu, còn Đinh Thái hậu được gọi Đinh Cơ.
Năm Nguyên Thủy thứ 5 (năm 5 công nguyên), Vương Mãng lại tấu xin Phó Thái hậu cùng Đinh Thái hậu không tuân thủ lễ của cơ thiếp, mộ phần và biệt đãi có ý tiếm vượt, nên phải cải táng. Mộ của Đinh Cơ từ hàng chính thê trở thành cơ thiếp.